# Dongyang
Dongyang (东阳 ; pinyin : Dōngyáng) est une ville de la province du Zhejiang en Chine. C'est une ville-district placée sous la juridiction administrative de la ville-préfecture de Jinhua.

## Démographie
La population du district était de 785 802 habitants en 1999.